# Панчићева оморика
Панчићева оморика (лат. Picea omorika) је врста смрче, ендемит Балканског полуострва и терцијерни реликт. Име је добила по српском ботаничару Јосифу Панчићу који ју је открио на планини Тари 1875. године, код села Заовине и Растишта. Научни назив оморика потиче од локалног имена за ову четинарску врсту.

## Распрострањеност
Природна станишта Панчићеве оморике данас се простиру на узаном подручју око средњег тока реке Дрине, са обе стране између Вишеграда и Бајине Баште и на два мања рејона - један југоисточно од Устипраче и други југозападно од Фоче. Године 1975. пронађено је и једно ново налазиште у близини манастира Милешево код Пријепоља. До тада се веровало да она расте само на Тари.
Сва налазишта Панчићеве оморике издвојена су у резервате природе о којима брине Завод за заштиту природе Србије у сарадњи са ЈП Национални парк Тара. Свако појединачно стабло Панчићеве оморике је под заштитом као и њена природна станишта и строги резервати природе: Звезда, Црвени поток, Караула Штула, Црвене стене, Љути брег, Било и Подгорушица.
На простору општине Милићи (Република Српска, БиХ) расте у Резервату Панчићеве оморике „Тисовљак”.
Панчићева оморика као „живи фосил” светске флоре представља научну загонетку. Још није до краја проучено њено порекло, смањивање природне средине само на средњи ток реке Дрине, слабост у конкуренцији са другим биљним врстама. Шумско газдинство у сарадњи са Институтом за шумарство из Београда подигло је на Јеловој гори прву плантажу Панчићеве оморике, како би се ова све више угрожена врста спасила и омогућила производња садница.

## Услови станишта
Оморика је планинска врста која расте на висинама од 400 до 1.700 м надморске висине. Углавном расте на кречњаку, понекада и на серпентину. То су стрме кречњачке литице, претежно окренуте ка северу. Оморика гради чисте састојине, посебно на стрмим теренима, или мешовите са смрчом, јелом, белим и црним бором, јавором, брезом, црним грабом и др. На Митровцу на Тари расте на мочварном земљишту, са црном јовом, смрчом, јелом и буквом. Осетљива је на негативно деловање човека на природним стаништима, а са друге стране јако добро успевање у загађеним урбаним условима.

## Опис
Панчићева оморика је танко, витко, до 50 метара високо четинарско дрво. Може се сматрати живим фосилом у биљном свету, обзирем да је врста која потиче из терцијара. Хабитус (крошња) је веома уско пирамидалан. Горње гране на стаблу оморике уперене су навише, оне у средини су хоризонталне, док су доње повијене ка земљи, али су врхови уперени ка врху. Кора је танка, смеђе боје, љуспасто испуцала.
Пупољци су без смоле. Четине су дуге 8—20 мм, широке до 2 мм, на врху зашиљене до заобљене, на пресеку спљоштене, на стеригмама. Са лица су сјајне и тамнозелене, са наличја са две беличасте пруге стоминих отвора.
Мушке цвасти су светлоцрвене, женске (младе шишарице) љубичасте. У зависности од станишта цвета од краја априла до јуна. Шишарице сазревају у октобру и новембру.. Висеће су, дуге око 5 цм, сјајне, црвено смеђе боје. Семе је дуго 2—3 мм, широко око 1,6 мм, са криоцем.

## Сродне врсте
Панчићева оморика има сродне врсте у источној Азији и на северу Европе и Азије, из чега следи да је оморика реликт из терцијара. Прародитељи оморике били су некада широко распрострањени у Европи и Азији. Ово су потврдили и фосилни остаци врсте која је веома слична данашњој оморици, те је названа Picea omorikoides.
- Панчићева оморика, хабитус на природном станишту
- Адаксијална и абаксијална страна гранчице оморике са четинама и пупољцима
- Гранчица са шишарицама
- Мушке стробиле у време полинације
- Млада шишарица (женска стробила по полинацији)
- Шишарица оморике: изглед и уздужни пресек
- Семе оморике (300.000 зрна/kg)
- Четине оморике
- Шишарице на стаблу оморике
- Шишарица оморике

## Употреба у озелењавању
Панчићева оморика гаји се као украсна врста због своје уско пирамидалне крошње и лепе боје шишарки, али што је још важније, због велике отпорности коју показује према условима у градској средини (велике летње врућине, аерозагађење). Осим код нас, оморика се гаји и у многим европским градовима, не само као појединачна стабла, већ и у малим састојинама.
- Стабло Панчићеве оморике у Бечу, заштићено 1987. године као споменик природе
- Арборетум Nogent-sur-Vernisson у департману Лоаре у Француској
- Састојина Панчићеве оморике у Холандији
- Панчићева оморика у  Petit jard de Châlons-en-Champagne у департману Марна у француској
- Панчићева оморика испред цркве Св. Јосифа у граду Пасау, Немачка
- Оморика у арборетуму Мустила у Финској
- Панчићева оморика у Београду у Ботаничкој башти Јевремовац
- Панчићева оморика у Ванкуверу у Вандусеновој ботаничкој башти

## Откриће оморике
Јосиф Панчић је оморику тражио пуних 20 година. За њу је, као за четинар који се разликује и од јеле и од смрче, први пут чуо у ужичком крају 1855. године. У потрази за необичним четинаром први пут је 1861. посетио овај крај, али том приликом није успео да је пронађе. Године 1865. наредио је да се, за потребе Велике школе, из Западне Србије доставе гране са шишаркама свих четинара. Међу прикупљеним материјалом нашле су се две гране оморике, али није било забележено одакле су донете нити ко их је послао. Већ следеће године кренуо је са својим ученицима на научну екскурзију по Западној Србији и опет је није пронашао иако је ишао путем који је пролазио поред природних станишта оморике. Оморику Панчић проналази у селу Заовине на Тари тек 1875. године и своје откриће објављује на немачком језику у чланку Један нови четинар у Источним Алпима, а опис биљке је написан на латинском језику. Упркос оспоравањима у тадашњим научним круговима успео је да докаже да се ради о новој врсти смрче и назвао ју је Picea omorica, а често јој је тепао и „ледена лепотица”. По њему је ова врста названа домаћим именом Панчићева оморика.
Панчић је успео да лоцира и нека друга природна станишта оморике. Ботаничар Карло Малy је 1934. године открио најинтересантније налазиште Панчићеве оморике на Митровцу — „Црвени поток” или „Тепих ливада”, што преставља једино налазиште оморике на тресетишту.
аустроугарски путописац Феликс Каниц у својим делима наводи да су још Римљани користили ову врсту, због издржљивости њеног дрвета, за подупирање рудничких јама у Босни.
- Табла на месту где је пронађена Панчићева оморика, брана језера Заовине, планина Тара
- Пано о Панчићевој оморици
- Место где је откривена Панчићева оморика